# أنتي بوديمير
انتي بوديمير (بالكرواتية: Ante Budimir) (22 يوليو 1991 بزينيتسا في البوسنة والهرسك - ) هو لاعب كرة قدم كرواتي في مركز الهجوم. شارك مع منتخب كرواتيا تحت 21 سنة لكرة القدم. أما مع النوادي، فقد لعب مع نادي سانت باولي ونادي كروتوني ونادي لوكوموتيفا ونادي أنتر زابرشيتش.

## روابط خارجية
- أنتي بوديمير على موقع الاتحاد الدولي (مؤرشف)  (الإنجليزية)
- أنتي بوديمير على موقع الاتحاد الأوربي (الإنجليزية)
- أنتي بوديمير على موقع اتحاد كرواتيا (الكرواتية)
- أنتي بوديمير على موقع قاعدة بيانات كرة القدم.إي يو (الإنجليزية)
- أنتي بوديمير على موقع ناشيونال فوتبول تيمز (الإنجليزية)
- أنتي بوديمير على موقع Soccerway.com (الإنجليزية)
- أنتي بوديمير على موقع عالم كرة القدم.نت (الإنجليزية)
- أنتي بوديمير على موقع AS.com (الإسبانية)